# Inversão russa

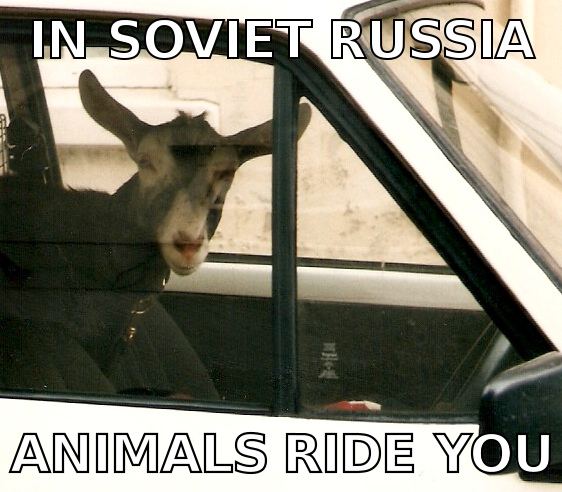
Um exemplo de meme utilizando esse esquema de piada.

A Inversão Russa (em inglês: Russian Reversal), às vezes chamada de Reversal Russa, é um esquema de piadas criado pelo humorista ucraniano Yakov Smirnoff, que nasceu e cresceu durante a época em que a Ucrânia fazia parte da União Soviética e que depois se mudou para os Estados Unidos. Nestas piadas, o sujeito e o objeto direto da frase são invertidos, com intenção cômica.
Por exemplo:
Na América, você sempre consegue achar um partido. [In America, you can always find a party.] Nota: party em inglês pode ser traduzido tanto como "partido político", quanto "festa".
Na Rússia Soviética, o partido sempre acha você.  [In Soviet Russia, the party always finds you.]